# Cyberia
Cyberia es un videojuego de acción creado por Xatrix Entertainment en 1994 para ordenadores personales, y posteriormente, en 1996 fue portado a las consola Sega Saturn y PlayStation.
En el juego puedes escoger en ocasiones dos opciones, la que escojas alterará el desarrollo del juego. Es un juego un poco difícil por el tipo de puzles que tienes que resolver en donde no todo es fuerza bruta y disparos si no pensar un poco y usar las herramientas necesarias para salir del apuro en cuanto este se presente. A pesar de todo esto, al acabar el juego nos daremos cuenta de que no es demasiado largo, lo único que lo hace largo son los obstáculos que debemos pasar. Además encontraremos algunos inconvenientes, por ejemplo, el ratón invertido cuya opción no podemos cambiar, un poco difícil cuando estamos manejando un "blackbird" y debemos disparar a enemigos en movimiento.